# Jarmila Krulišová
Jarmila Krulišová (24. prosince 1922 Jičín – 27. ledna 2006 Praha) byla česká herečka.

## Život
Narodila se v Jičíně v roce 1922, po maturitě roku 1942 byla v angažmá divadlech v Ústí nad Labem a později v Mladé Boleslavi. Od roku 1948 do roku 1989 byla členkou činohry Národního divadla v Praze. Hrála rovněž v televizních inscenacích a seriálech a vystupovala v rozhlase.
Zabývala se i pedagogickou činností, vyučovala na DAMU v Praze v letech 1949–54 a znovu pak mezi léty 1973 a 1990.

## Osobní život
Byla manželkou herce a režiséra Národního divadla Vítězslava Vejražky
(1915–1973) a matkou herce Davida Vejražky (* 1955) a dvojčat malíře Víta Vejražky (* 1956) a ekonomky Venduly Vejražkové (* 1956) . Jejím otcem byl legionář, důstojník a odbojář František Kruliš.
Z prvního manželství měl Vejražka ještě syna Jana .
Volné chvíle trávila rodina na chalupě v Kytlici.

## Citát
| „                | Vzácný člověk Jarmila Krulišová! S náramným smyslem pro humor. Dosyta ráda se smála. S radostí pobývala mezi lidmi. Velice cudná, ale bez nejmenší stopy upřílišněné mravnosti. Svému muži, a neméně tak i svým třem dětem, odevzdávala vše. Proto si i musila nejednou odpírat humor a smát se dosyta, v určitých, až příliš častých chvílích, bývalo by čirou posedlostí. Onu radost – pobývat mezi lidmi, – musela soustředit jenom na rodinný mikrosvět. Tedy se bez ní neobešel nikdo; muž i děti. | “ |
| — Antonín Dvořák | |   |

## Vybrané divadelní role
- 1945 Josef Kajetán Tyl: Jan Hus, Panoš, Národní divadlo, režie Jindřich Honzl
- 1946 Josef Čapek, Karel Čapek: Ze života hmyzu, III.jepice, ND, režie Jindřich Honzl
- 1948 J. Toman: Slovanské nebe, Meduna, Stavovské divadlo, režie Aleš Podhorský
- 1949 Vladislav Vančura: Josefina, Josefina, Tylovo divadlo, režie Jindřich Honzl, Antonín Dvořák
- 1949 Molière: Šibalství Skapinova, Hyacinta, Tylovo divadlo, režie Jaroslav Průcha
- 1950 V. V. Višněvskij: Nezapomenutelný rok devatenáctý, sekretářka Leninova, Národní divadlo, režie František Salzer
- 1951 William Shakespeare: Othello, Bianco, Tylovo divadlo, režie Jan Škoda
- 1951 Ivan Olbracht, Eva Vrchlická: Anna proletářka, Anna, Tylovo divadlo, režie Antonín Dvořák
- 1952 A. Surov: Zelená ulice, Lena, Tylovo divadlo, režie František Salzer
- 1953 Josef Kajetán Tyl: Jan Hus, Žofie, Tylovo divadlo, režie Antonín Dvořák
- 1954 William Shakespeare: Benátský kupec, Nerissa, Tylovo divadlo, režie František Salzer
- 1955 Anton Pavlovič Čechov: Tři sestry, Nataša Ivanova, Tylovo divadlo, režie Z. Štěpánek
- 1956 Josef Kajetán Tyl: Jiříkovo vidění, Kačenka (Kristina), Tylovo divadlo režie Z. Štěpánek
- 1957 Molière: Don Juan, Elvíra, Tylovo divadlo, režie Jaromír Pleskot
- 1958 William Shakespeare: Král Lear, Regan, Národní divadlo, režie František Salzer
- 1958 Václav Kliment Klicpera: Ženský boj, Libomíra, Tylovo divadlo, režie J. Pleskot
- 1958 Jiří Mahen: Janošík, Anka, Národní divadlo, režie F. Salzer
- 1958 Jaroslav Vrchlický: Noc na Karlštejně, Alžběta, v areálu hradu Karlštejn, režie František Salzer
- 1960 Molière: Zdravý nemocný, Toinetta, Tylovo divadlo, režie Jaromír Pleskot
- 1962 P. Karvaš: Antigona a ti druzí, Erika, Národní divadlo, režie M. Macháček
- 1963 William Shakespeare: Sen noci svatojánské, Hipolyta, Národní divadlo, režie Václav Špidla
- 1965 Tennessee Williams: Tramvaj do stanice Touha, Stella, Tylovo divadlo, režie Vítězslav Vejražka
- 1965 Vítězslav Nezval: Dnes ještě zapadá slunce nad Atlantidou, pradlena, Národní divadlo, režie Vítězslav Vejražka
- 1966 Josef Kajetán Tyl: Cesta do Ameriky aneb Lesní panna, Jasana, režie Vítězslav Vejražka
- 1966 Lope F. de Vega Carpio: Vzbouření v blázinci, Laida, Národní divadlo, režie Vítězslav Vejražka
- 1967 Carlo Goldoni: Hrubiáni, Felice, Tylovo divadlo, režie Vítězslav Vejražka
- 1969 J. Giraudoux: Trojská válka nebude, Andromacha, Tylovo divadlo, režie E. Sokolovský
- 1970 Ladislav Stroupežnický: Naši furianti, Markýtka, Národní divadlo, režie Vítězslav Vejražka
- 1971 M. Stehlík, M. A. Šolochov: Rozrušená země, Lukinična, Tylovo divadlo, režie Evžen Sokolovský
- 1971 Antonín Zápotocký: Vstanou noví bojovníci, Heindlová, Národní divadlo, režie M. Stehlík
- 1973 Maxim Gorkij: Děti slunce, Melanie, Národní divadlo, režie Jan Kačer
- 1974 István Örkény: Kočičí hra, Adelaida Brucknerová, Tylovo divadlo, režie G. Székely
- 1975 Zdeněk Fibich, Jaroslav Vrchlický: Smrt Hippodamie, Hippodamie, Smetanovo divadlo, režie Karel Jernek
- 1976 William Shakespeare: Mnoho povyku pro nic, Margaretta, Tylovo divadlo, režie G. P. Ansimov
- 1977 M. Krleža: Páni Glembayové, Baronka Castelliová–Glembayová, Tylovo divadlo, režie Václav Hudeček
- 1978 Carlo Goldoni: Náměstíčko, Orsola, Tylovo divadlo, režie Miroslav Macháček
- 1980 Bratři Mrštíkové: Maryša, Lízalka, Tylovo divadlo, režie Evžen Sokolovský
- 1981 Aischylos: Oresteia, chůva, Tylovo divadlo, režie Evald Schorm
- 1982 Friedrich Schiller: Úklady a láska, Millerová, Tylovo divadlo, režie L. Vajdička
- 1983 I. Stodola: Bačova žena, matka, Tylovo divadlo, režie L. Vajdička
- 1984 Anton Pavlovič Čechov: Višňový sad, Charlotta, ND–Nová scéna, režie L. Vajdička
- 1985 N. F. Pogodin: Kremelský orloj, dáma s pletením, ND, režie J. V. Radomyslenskij
- 1987 Josef Kajetán Tyl: Fidlovačka aneb Žádný hněv a žádná rvačka, vdova Klinkáčková, ND, režie Václav Hudeček
- 1988 Ch. Hampton: Nebezpečné vztahy, paní de Rosemonde, režie Ladislav Smoček

## Filmografie
- 1984 My všichni školou povinní (TV seriál)
- 1982 Dynastie Nováků (TV seriál)
- 1982 Tři spory: Spor dramaturga Stroupežnického (TV film)
- 1981 O Vánocích už nechci slyšet ani slovo (TV film)
- 1980 Anna proletářka (TV film)
- 1979 v jednom domě (TV seriál)
- 1979 Inženýrská odysea (TV seriál)
- 1979 Učitel na kterého nezapomenu (TV film)
- 1978 Rudý primátor (TV film)
- 1977 Nemocnice na kraji města (TV seriál)
- 1976 Čas lásky a naděje
- 1976 Posel dobrých zpráv (TV film)
- 1971 Matka (TV seriál)
- 1971 My z konce světa (TV seriál)
- 1974 Kdo hledá, najde (TV film)
- 1973 Josefina (TV film)
- 1972 Návraty
- 1971 Jeden ze soubojů (TV film)
- 1971 Naši furianti (divadlo)
- 1970 Lidé na křižovatce (TV film)
- 1968 Klapzubova jedenáctka (TV seriál)
- 1964 Láska nebeská
- 1963 Handlíři
- 1962 Jejich den (TV film)
- 1960 Kouzelný den
- 1960 Tři tuny prachu
- 1959 Letiště nepřijímá
- 1954 Jan Hus
- 1951 Milujeme
- 1948 Zelená knížka

## Ocenění
- 1963 zasloužilá členka ND
- 1973 zasloužilá umělkyně
- 1978 Cena Jaroslava Průchy
- 1996 Cena Senior Prix